# اشلی فولر
اشلی فولر (انگلیسی: Ashley Fuller؛ زادهٔ ۱۴ نوامبر ۱۹۸۶) بازیکن فوتبال اهل بریتانیا است.
از باشگاه‌هایی که در آن بازی کرده‌است می‌توان به باشگاه فوتبال ابسفلیت یونایتد، باشگاه فوتبال کمبریج یونایتد، و باشگاه فوتبال بیشاپس استورتفورد اشاره کرد.
وی همچنین در تیم ملی فوتبال England بازی کرده‌است.